# Estación de Valdeacederas

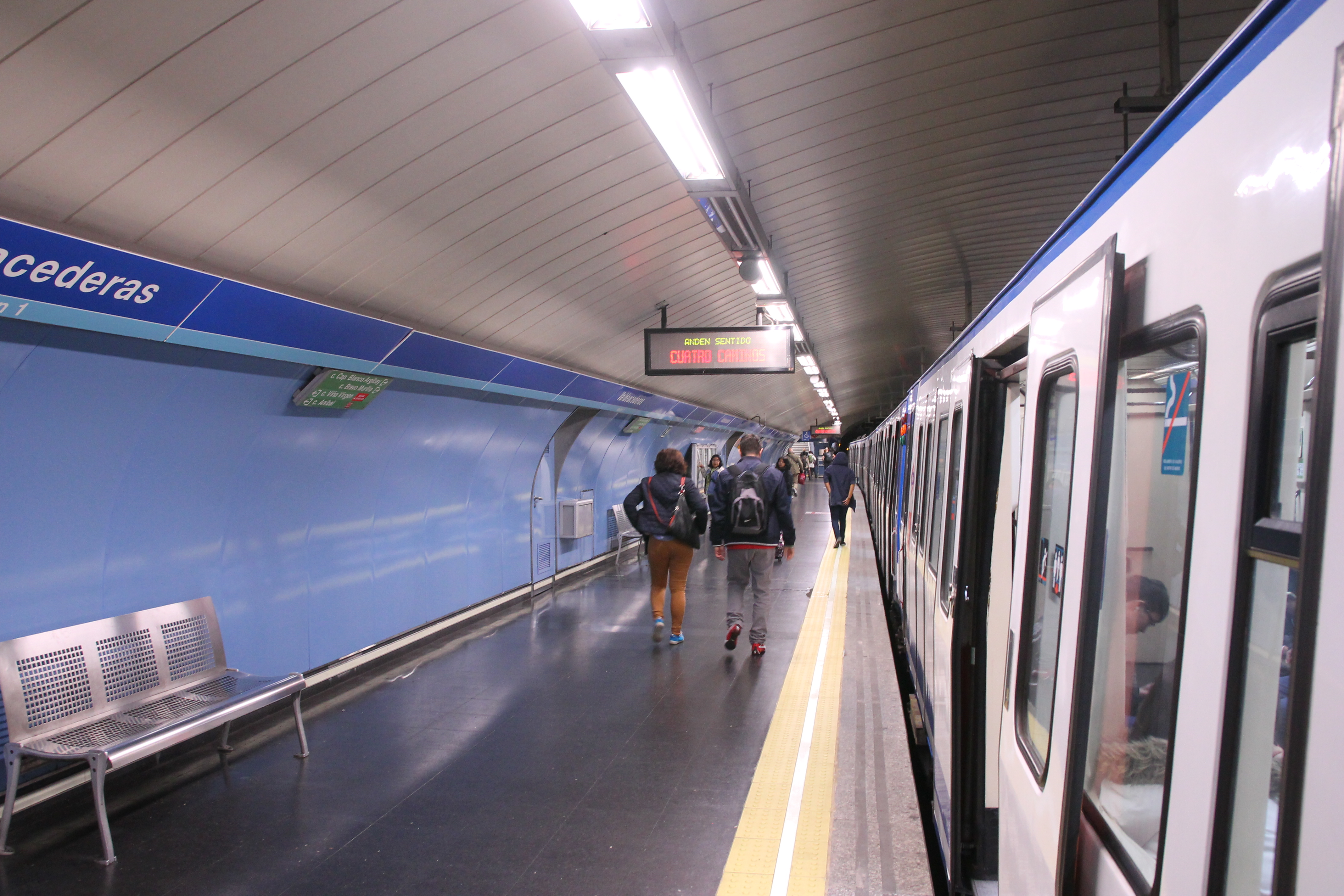
Andén de la estación

Valdeacederas es una estación de la línea 1 del Metro de Madrid situada bajo la calle de Bravo Murillo, entre los cruces de esta vía con las calles Capitán Blanco Argibay y Pinos Alta, en el distrito de Tetuán.

## Historia
La estación se abrió al público el 4 de febrero de 1961 al prolongar la línea 1 hasta Plaza de Castilla. La estación toma su nombre de la antigua calle Valdeacederas, actualmente calle Capitán Blanco Argibay.
Desde el 3 de julio de 2016, la estación permaneció cerrada por obras de mejora de las instalaciones en la línea 1 entre las estaciones de Plaza de Castilla y Sierra de Guadalupe. La finalización de las obras estaba prevista para el 12 de noviembre de 2016, sin embargo, la estación fue reabierta el 14 de septiembre, al finalizarse los trabajos y restablecerse el servicio en los tramos Plaza de Castilla-Cuatro Caminos y Alto del Arenal-Sierra de Guadalupe. En estos dos tramos, los trabajos realizados consistieron en la limpieza y consolidación del túnel, la instalación de la catenaria rígida y el montaje del resto de instalaciones y servicios.
El 1 de abril de 2017 se eliminó el horario especial de todos los vestíbulos que cerraban a las 21:40 y la inexistencia de personal en dichos vestíbulos.

## Accesos
Vestíbulo Capitán Blanco Argibay
- Capitán Blanco Argibay C/ Bravo Murillo, 324

Vestíbulo Aníbal
- Aníbal C/ Bravo Murillo, 350

La estación no es accesible para personas con movilidad reducida, de hecho no posee ni ascensores ni escaleras mecánicas, lo que hace imposible la utilización por dichos usuarios.

## Líneas y conexiones

### Metro
| << cabecera        | < estación        | línea | estación > | cabecera >> |
| ------------------ | ----------------- | ----- | ---------- | ----------- |
| Pinar de Chamartín | Plaza de Castilla |       | Tetuán     | Valdecarros |

### Autobuses
| Diurnos   |                   |                                                  |
| Línea     | Destino           | Parada                                           |
| 49        | Plaza de Castilla | 1533 JUNTA MUNICIPAL TETUÁN                      |
| 66        | Fuencarral        | 2651 PLAZA DE LA REMONTA (C/ Bravo Murillo, 318) |
| 124       | Lacoma            | 2651 PLAZA DE LA REMONTA (C/ Bravo Murillo, 318) |
| 66        | Cuatro Caminos    | 4147 PLAZA DE LA REMONTA (C/ Bravo Murillo, 313) |
| 124       | Cuatro Caminos    | 4147 PLAZA DE LA REMONTA (C/ Bravo Murillo, 313) |
| 49        | Pitis             | 5632 PINOS ALTA-BRAVO MURILLO                    |
| Nocturnos |                   |                                                  |
| Línea     | Destino           | Parada                                           |
| N22       | Cibeles           | 1533 JUNTA MUNICIPAL TETUÁN                      |
| N23       | Montecarmelo      | 2651 PLAZA DE LA REMONTA (C/ Bravo Murillo, 318) |
| N23       | Cibeles           | 4147 PLAZA DE LA REMONTA (C/ Bravo Murillo, 313) |
| N22       | Barrio de La Paz  | 5632 PINOS ALTA-BRAVO MURILLO                    |